# Digimon World 2003
Digimon World 2003 (jap. デジモンワールド3 新たなる冒険の扉, Dejimon Wārudo 3: Arata Naru Bōken no Tobira) ist das 2002 veröffentlichte, dritte Spiel der Digimon-World-Reihe. Das Rollenspiel für Playstation wurde von Bandai entwickelt und außerhalb Europas und Australiens als Digimon World 3 veröffentlicht. Der größte nennenswerte Unterschied zu den anderen Teilen der Serie ist die Möglichkeit, das Spiel nach Beendigung des Endziels fortsetzen zu können.
Der Spieler übernimmt die Rolle eines Jungen namens Junior, der eine Online-Spielwelt (MMORPG) betritt, genannt Digimon Online, welches von der MAGAMI Corporation betrieben wird. Ein terroristischer Anschlag auf das Internet verhindert, dass Junior und seine Freunde das Spiel verlassen können, weswegen er beschließt, die Angreifer mit seinen Digimon-Partnern zu stoppen.
Anders als in den vorherigen Digimon-World-Spielen erscheinen wilde Digimon in Zufallskämpfen, und das Kampfsystem ist rundenbasiert, ähnlich der Final-Fantasy Spielreihe.

## Story
Junior und seine Freunde Ivy und Teddy loggen sich in das Online-Spielerlebnis Digimon Online ein, in dem Ivy sich als „Kail“ bezeichnet und Juniors Nicknamen der Spieler selbst benennt. Sie landen in Asuka City, welches auf dem Asuka-Server liegt. Bereits bald nach ihrer Ankunft werden die Spieler durch einen Irrtum im System im Spiel gefangen. MAGAMIs Game Master versichert allen Spielern, das Problem schnellstmöglich zu beheben, und beschuldigt Lucky Mouse, einen berühmten Hacker. Junior führt sein Abenteuer fort und besiegt den Leader von Seiryu City und erhält somit sein erstes Abzeichen. Letztere muss er erlangen, um durch den Besitz von allen vier Abzeichen der Städte zum Weltkampfturnier zugelassen zu werden. Kurz darauf reist er zum Westsektor, welcher von den A.o.A. kontrolliert wird, und entdeckt die Geheimbasis von Lucky Mouse, der sich als Kails vermisster Bruder Kurt und Widerständler gegen die A.o.A. entpuppt. Er gibt Aufschluss darüber, dass MAGAMI für die A.o.A. arbeitet. Bald darauf erscheinen die Letztgenannten, verwandeln Kurt in ein Oinkmon und stehlen das Vemmon Digi-Ei, welches er vor ihnen zu verstecken versuchte. Junior startet einen Angriff auf das Admin-Center, wobei er den Game Master besiegt und unter Quarantäne stellt. Daraufhin benutzt er eine Netzwerklücke, um auf den Amaterasu-Server zu gelangen, wo er mit Entsetzen feststellt, dass alle Tamer von den A.o.A in Oinkmon verwandelt wurden. Er besiegt zwei der A.o.A.-Anführer und erfährt mehr über ihre düsteren Pläne. Sie versuchen eine große, gewaltige Geheimwaffe namens Juggernaut auf die echte Welt loszulassen, um nicht nur die Herrschaft über das Internet, sondern auch über die reale Welt zu erlangen. Junior kehrt schnellstmöglich zum Asuka-Server zurück, besiegt den vierten Leader und benutzt ein Notfalltransportsystem, um kurzzeitig in die echte Welt zu gelangen und dort den Start von Juggernaut zu verhindern. Er schafft es jedoch nicht rechtzeitig und muss zusehen, wie sich Juggernaut mit Vemmon vereinigt und zu Destromon digitiert.
Junior kehrt zum Amaterasu Server zurück, um die letzten beiden A.o.A.-Anführer zu besiegen, und erlangt Zutritt zu Amaterasu City. Er leitet dort einen Angriff auf das Amaterasu-Admin-Center und besiegt den MAGAMI-Präsidenten. Es gelingt ihm außerdem, den Zentralcomputer zu benutzen und Destromon in der echten Welt zu zerstören. Um das Oinkmon-Problem zu lösen, bittet er Airdramon in Seiryu City um Windenergie, die helfen soll, alle verwandelten Tamer zurückzuverwandeln. Doch die Freude hält nicht lange an, denn der Oinkmon-Virus kehrt zurück und nur Junior und Kail kommen ungeschoren davon. Es taucht ein Wesen auf, welches sich selbst Lord Megadeath nennt, und Junior reist zum Militärsatelliten Gunslinger, um Megadeath zu besiegen. Letzteres gelingt ihm, jedoch hatte Lord Megadeath Erfolg in seinem Projekt, Snatchmon zu erschaffen. Snatchmon absorbiert den besiegten Lord und vereinigt sich mit Gunslinger, um zuletzt Galacticmon zu werden. Nach einem harten Kampf besiegt Junior ihn.
Nach seinem endgültigen Sieg kehrt Junior zum Amaterasu-Server zurück, wo vier neue Server Leader bekannt gegeben werden und Kurt zum neuen MAGAMI-Präsidenten und Weltmeister ernannt wird.

## Exklusive Digimon

### Oinkmon
Oinkmon ist ein Champion-Level-Digimon in Gestalt eines Schweins. Wenn Menschen in der digitalen Welt ihre Matrixdaten verlieren, verwandeln sie sich in diese Form. Oinkmon tauchte erstmals auf, als sich T.K und Patamon in der ersten Serie (Digimon Adventure) überlegten, in welche Gestalt Patamon digitieren könnte.

### Cardmon
Cardmon ist ein Digimon in Form einer Karte und kann entweder auf dem Rookie, Champion, Ultra oder Mega Level sein, abhängig davon, wie viele Karten an seinem Körper sind (1 – 4). Zudem gibt es noch eine zweite Version von Cardmon. Anders als das gelbe Original, gibt es noch eine blaue Version, letzteres ist nur unter Wasser anzutreffen. Im Spiel erhält man durch Besiegen von Cardmon jeweils ein Karten-Boosterpack.

### Vemmon
Vemmon ist ein Android-Digimon auf dem Rookie-Level.
Vemmon erinnert an ein kleines Alien, mit zwei Fingern an jeder Hand und entgegengesetzt angebrachten Beinen. Seine Augen sind durch einen Helm mit Visier nicht zu sehen. Aus einem unbekannten Grund befindet sich eine Halskette an seinem Hals, gleich der eines Gefangenen.
Im Spiel tritt Vemmon anfangs nur als sehr schwaches Digimon in Erscheinung. Seine Angriffe sind relativ harmlos, doch sie haben den Nebeneffekt, die MP des eigenen Digimons zu stehlen. Man kann Vemmon somit als eine Art Vampir ansehen.
Vemmons wahre Kraft ist weit größer, als es scheint. Es ist ein von Menschenhand künstlich erschaffenes Digimon, welches von den A.o.A als Multifunktionswaffe eingesetzt wird. Seine Fähigkeit und die Bedeutung seiner Existenz liegt darin, seine Matrixdaten mit Technologie zu kombinieren. Dieser Vorgang ermöglicht, sich mit einer Maschine zu vereinen und diese in ein lebendes Oblekt zu verwandeln. Auf diese Weise entsteht Destromon im Spiel.
Vemmon besitzt außerdem die Fähigkeit, Menschen in Oinkmon zu verwandeln, ein Zustand, in dem sie völlig hilflos sind.

### Destromon
Destromon ist ein Maschinen-Digimon auf dem Ultra / Armor Level und stellt ein großes, rotes, dinosaurier- und roboterähnliches Digimon dar. Es ist mit einer Vielzahl von Energiekanonen auf seinen Schultern ausgerüstet, und seine Hauptwaffe befindet sich auf der Brust. Es ist das Resultat der Fusion zwischen Vemmon und der Geheimwaffe Juggernaut.
Nach langer Überlegung seitens der Spielcharaktere, das Monster zu stoppen, schafften sie es, durch den Zentralcomputer in sein System zu gelangen und es zu zerstören, bevor es eine komplette Stadt zerstörte.
Destromon lässt sich im Spiel nicht bekämpfen, es ist nur in Filmsequenzen zu sehen.

### Snatchmon
Snatchmon ist ein Android Digimon unbekannten Levels. Es wird geboren, als viele Vemmon eine große Menge an Matrixdaten absorbieren.
Es ähnelt einem violetten Humanoiden mit einem großen Helm mit Visier und einem langen, kringelnden Schwanz. Es geriet aus der Kontrolle seines Meisters Lord Megadeath und absorbierte diesen, nachdem es sich geweigert hatte, als Sklave seiner Pläne zu gelten. Snatchmon bezeichnet sich als das stärkste Digimon das je existierte. Es fusioniert mit dem Gunslinger Satellit und wird zum mächtigen Galacticmon, dem Endboss in Digimon World 2003.
Snatchmons Attacken sind nicht bekannt, aber es kann andere digitale Lebensformen absorbieren um seine eigene Kraft zu vergrößern.

### Galacticmon
Galaticmon ist ein Mega-Level-Maschinen-Digimon, in der japanischen Version bekannt als Ragnamon. Es ist der finale Gegner in Digimon World 2003.
Galacticmon ist ein gigantisch großes Cyber Digimon, das an eine Art Raumfahrtstation erinnert. Es entsteht, als sich Snatchmon mit dem Gunslinger Satellit vereinigt. Sein Kopf allein ist größer als jedes andere Digimon auf dem Mega Level und während einer Filmsequenz sieht man es im Orbit über der Erde fliegen.
Nach dem finalen Kampf mit Galacticmon explodiert es und fällt als Meteorenschauer auf die Erde. Sein wahrer Plan war, sich mit dem gesamten Planeten zu vereinigen und somit Gaiamon zu werden.

### Gaiamon
Gaiamon ist ein unbekanntes Digimon, dass selbst das Mega Level überschreitet, es wurde jedoch nie gesehen. Wäre Galacticmon mit der Erde verschmolzen, hätte es diese Form angenommen, was die komplette Auslöschung der Menschheit sowie eine unvorstellbare Macht seinerseits zur Folge gehabt hätte. Da es nie im Spiel gesehen wurde, ist das Aussehen dieses Digimon unbekannt.

## DRI Agenten
DRI Agenten geben der Spielserie eine neue Funktion, indem sie den Spieler auf Missionen schicken, bei dem es optionale Digimon Bosse auf dem Ultra Level zu besiegen gilt. Letzterer Boss übergibt dem Spieler seine DDNA (Digitale DNA), welche man dem DRI Agenten überreicht und als Belohnung das Rookie Digimon des zuvor besiegten Ultra Digimon als Partner erhält. So erhält der Spieler beispielsweise durch die DDNA von MetalGreymon ein Agumon als Partner. DRI Agenten geben jedoch kein Digimon, welches man bereits hat, sondern geben dem Spieler anstelle dessen ein hilfreiches Kommentar zur Erziehung seiner Digimon. Ein weiterer Agent ist der auf dem Amaterasu vorkommende Agent für Robin, der Robin-DDNA verlangt, DDNA eines Spielers des Asuka Servers. Diese Mission gehört zu einer späteren Nebenmission um einige starke Digimon zu erhalten.

## Trivia
- Der Stil des "Digimon" Logos beim Start des Spiels ist gleich der dritten Serie: Digimon Tamers.
- Der Spieler kann Sammelkarten kaufen und sich mit anderen Kartenspielern duellieren.
- Das Spielkonzept eines Onlinespieles basiert auf dem koreanischen MMORPG Digimon RPG.
- Das Spiel enthält Digimon aus den ersten drei Serien und gibt eine Sneak Preview auf Digimon der vierten Serie.